# Мюнхгаузен, Карл Фридрих Иероним фон
Барон (фрайгерр) Карл Фри́дрих Иерони́м фон Мюнхга́узен (нем. Karl Friedrich Hieronymus Freiherr von Münchhausen, немецкое произношение: [ˈmʏnçˌhaʊzn̩]; 11 мая 1720, Боденвердер, Брауншвейг-Люнебург — 22 февраля 1797, Боденвердер, Брауншвейг-Люнебург) — немецкий военный (ротмистр русской службы) и рассказчик, которого прославила книга «Приключения барона Мюнхгаузена» (1786) за авторством Р. Э. Распе. Известен главным образом именно как литературный персонаж. Имя Мюнхгаузена стало нарицательным в качестве обозначения человека, рассказывающего невероятные истории.

## Биография
Карл Фридрих Иероним фон Мюнхгаузен родился 11 мая 1720 года в городе Боденвердер курфюршества Брауншвейг-Люнебург (или курфюршества Ганновер; курфюрст Георг I был одновременно королём Великобритании); курфюршество входило в Нижнесаксонский округ Священной Римской империи; ныне город — административный центр укрупнённой общины Боденвердер-Полле (нем. Samtgemeinde Bodenwerder-Polle) района Хольцминден земли Нижняя Саксония Федеративной Республики Германия.
Принадлежал к нижнесаксонскому роду Мюнхгаузенов (известен в 1183 года). Был пятым из восьми детей в семье полковника Георга Отто фон Мюнхгаузена (1682—1724). Отец умер, когда мальчику было 4 года, и воспитывала его мать Сибилла Вильгельмина (урожд. фон Реден; 1689—1741).
- Герб рода баронов Мюнхгаузенов «чёрной» ветви
- Дом, где родился, жил и умер барон Мюнхгаузен, ныне ратуша города Боденвердер[нем.]
- Рапорт от 26 февраля 1741 года ротного командира Мюнхгаузена в полковую канцелярию (написан писарем, за собственноручной подписью: Lieutenant v. Münchhausen).
- Руины лютеранской кирхи в селе Пернигеле (ныне село Лиепупе[латыш.] Лимбажского края Латвийской Республики), где венчался барон Мюнхгаузен в 1744 году. Рядом в 1784 году освящена новая кирха.
- Свадьба Мюнхгаузена. Латвийская открытка.
 На заднем плане изображена кирха в селе Пернигеле (ныне село Лиепупе[латыш.]) под Ригой, где действительно венчался Мюнхгаузен.
- Бывшая монастырская церковь Святой Марии[нем.] деревни Кемнаде[нем.], где похоронен барон Мюнхгаузен.

С XII века на родословном древе собралось около 1300 имён, около 50 Мюнхгаузенов ныне живы.
|  |                                                                              |  |  |  |  |  |  |  |  |  |  |  |  |  |  |  |
|  | Hilmar von Münchhausen (нем. Hilmar der Jüngere von Münchhausen) (1558—1617) |  |  |  |  |  |  |  |  |  |  |  |  |  |  |  |
|  |                                                                              |  |  |  |  |  |  |  |  |  |  |  |  |  |  |  |
|  |                                                                              |  |  |  |  |  |  |  |  |  |  |  |  |  |  |  |
|  | Liborius von Münchhausen (1587—1647)*                                        |  |  |  |  |  |  |  |  |  |  |  |  |  |  |  |
|  |                                                                              |  |  |  |  |  |  |  |  |  |  |  |  |  |  |  |
|  |                                                                              |  |  |  |  |  |  |  |  |  |  |  |  |  |  |  |
|  | Dorothea von Münchhausen (1568—1624)                                         |  |  |  |  |  |  |  |  |  |  |  |  |  |  |  |
|  |                                                                              |  |  |  |  |  |  |  |  |  |  |  |  |  |  |  |
|  |                                                                              |  |  |  |  |  |  |  |  |  |  |  |  |  |  |  |
|  | Hilmar von Münchhausen auf Rinteln und Hameln (1633—1689)                    |  |  |  |  |  |  |  |  |  |  |  |  |  |  |  |
|  |                                                                              |  |  |  |  |  |  |  |  |  |  |  |  |  |  |  |
|  |                                                                              |  |  |  |  |  |  |  |  |  |  |  |  |  |  |  |
|  | Raban Arndt von Kerssenbrock (нем. Kerssenbrock) (ок. 1570—1615)             |  |  |  |  |  |  |  |  |  |  |  |  |  |  |  |
|  |                                                                              |  |  |  |  |  |  |  |  |  |  |  |  |  |  |  |
|  |                                                                              |  |  |  |  |  |  |  |  |  |  |  |  |  |  |  |
|  | Anna Dorothea von Kerssenbrock zu Barntrup*                                  |  |  |  |  |  |  |  |  |  |  |  |  |  |  |  |
|  |                                                                              |  |  |  |  |  |  |  |  |  |  |  |  |  |  |  |
|  |                                                                              |  |  |  |  |  |  |  |  |  |  |  |  |  |  |  |
|  | Elsabe von Donop (1576—1611)                                                 |  |  |  |  |  |  |  |  |  |  |  |  |  |  |  |
|  |                                                                              |  |  |  |  |  |  |  |  |  |  |  |  |  |  |  |
|  |                                                                              |  |  |  |  |  |  |  |  |  |  |  |  |  |  |  |
|  | Georg Otto von Münchhausen (1682—1724)                                       |  |  |  |  |  |  |  |  |  |  |  |  |  |  |  |
|  |                                                                              |  |  |  |  |  |  |  |  |  |  |  |  |  |  |  |
|  |                                                                              |  |  |  |  |  |  |  |  |  |  |  |  |  |  |  |
|  | Catharina Sophie von Bornstedt                                               |  |  |  |  |  |  |  |  |  |  |  |  |  |  |  |
|  |                                                                              |  |  |  |  |  |  |  |  |  |  |  |  |  |  |  |
|  |                                                                              |  |  |  |  |  |  |  |  |  |  |  |  |  |  |  |
|  | Karl Friedrich Hieronymus von Münchhausen (1720—1797)                        |  |  |  |  |  |  |  |  |  |  |  |  |  |  |  |
|  |                                                                              |  |  |  |  |  |  |  |  |  |  |  |  |  |  |  |
|  |                                                                              |  |  |  |  |  |  |  |  |  |  |  |  |  |  |  |
|  | Wilhelm von Reden (нем. Reden (Adelsgeschlecht)) (1627—1662)                 |  |  |  |  |  |  |  |  |  |  |  |  |  |  |  |
|  |                                                                              |  |  |  |  |  |  |  |  |  |  |  |  |  |  |  |
|  |                                                                              |  |  |  |  |  |  |  |  |  |  |  |  |  |  |  |
|  | Jobst Johann von Reden (1656—1734)                                           |  |  |  |  |  |  |  |  |  |  |  |  |  |  |  |
|  |                                                                              |  |  |  |  |  |  |  |  |  |  |  |  |  |  |  |
|  |                                                                              |  |  |  |  |  |  |  |  |  |  |  |  |  |  |  |
|  | Sybille Wilhelmine von Reden (1688—1733)                                     |  |  |  |  |  |  |  |  |  |  |  |  |  |  |  |
|  |                                                                              |  |  |  |  |  |  |  |  |  |  |  |  |  |  |  |
|  |                                                                              |  |  |  |  |  |  |  |  |  |  |  |  |  |  |  |
|  | Liborius von Münchhausen (1587—1647)*                                        |  |  |  |  |  |  |  |  |  |  |  |  |  |  |  |
|  |                                                                              |  |  |  |  |  |  |  |  |  |  |  |  |  |  |  |
|  |                                                                              |  |  |  |  |  |  |  |  |  |  |  |  |  |  |  |
|  | Johann von Münchhausen (1629—1714)                                           |  |  |  |  |  |  |  |  |  |  |  |  |  |  |  |
|  |                                                                              |  |  |  |  |  |  |  |  |  |  |  |  |  |  |  |
|  |                                                                              |  |  |  |  |  |  |  |  |  |  |  |  |  |  |  |
|  | Anna Dorothea von Kerssenbrock zu Barntrup*                                  |  |  |  |  |  |  |  |  |  |  |  |  |  |  |  |
|  |                                                                              |  |  |  |  |  |  |  |  |  |  |  |  |  |  |  |
|  |                                                                              |  |  |  |  |  |  |  |  |  |  |  |  |  |  |  |
|  | Dorothea Maria von Münchhausen (1664—1755)                                   |  |  |  |  |  |  |  |  |  |  |  |  |  |  |  |
|  |                                                                              |  |  |  |  |  |  |  |  |  |  |  |  |  |  |  |
|  |                                                                              |  |  |  |  |  |  |  |  |  |  |  |  |  |  |  |

Примечания:
- Liborius von Münchhausen (1587—1647) и его жена Anna Dorothea дважды упомянуты среди предков (был дальнородственный брак родителей барона).
- Хильмар фон Мюнхгаузен (нем. Hilmar der Jüngere von Münchhausen) (1558—1617) — сын Хильмара фон Мюнхгаузена (1512—1573).

У барона Иеронима Карла Фридриха фон Мюнхгаузена (Hieronymus Carl Friedrich  von Münchhausen; 1720—1797) было 3 брата и 4 сестры:
- брат барон Хильмар Иоганн фон Мюнхгаузен (Hilmar Iohann von Münchhausen; 1711—?)
- сестра София Доротея Мария (Sophia Dorothea Maria; 1713—1715)
- брат барон Вильгельм Вернер Генрих фон Мюнхгаузен (Wilhelm Werner Heinrich von Münchhausen; 1715—1788)
- сестра Доротея София Эрнистина (Dorothea Sophia Ernestine; 1717—?)
- брат барон Георг Вильгельм Отто фон Мюнхгаузен (Georg Wilhelm Otto von Münchhausen; 1721—?)
- сестра Анна Елисавета Вильгельмина (Anna Elisabeth Wilhelmine; 1722—?)
- сестра Анна Ребекка (Anna Rebekka; 1724—?). Её муж Rudolf von Gustedt (нем. Gustedt) (1714—1783). Их внук — Густав Фридрих Вернер фон Густедт (нем. Gustav von Gustedt) (1804—1859); у него сын  — Эрнст Карл Альберт фон Густедт (нем. Ernst von Gustedt) (1845—1924).

Карл Фридрих Иероним барон фон Мюнхгаузен был дважды женат:
- 1-я жена Якобина фон Дунтен (Jacobine von Dunten; 1724 — август 1790), дочь судьи. Венчание 2 февраля 1744 года, детей в браке не было.
- 2-я жена Бернардина фон Брун (ок. 1777—?), дочь отставного майора.
  - Дочь (1795—1796), Мюнхгаузен её не признал, считая её отцом писаря Хюдена.

Наследником барона стал его племянник Вильгельм фон Мюнхгаузен.
- Его потомки:
  - Ремберт фон Мюнхгаузен (?—1947)[4]
    - Его сын Хейно фон Мюнхгаузен (1915—?)
      - Его сын Матиас-Вернер Хейно Ремберт барон фон Мюнхгаузен, адвокат[5]. Его супруга баронесса Габриела.
        - Их сын Филипп-Хейно Курт барон фон Мюнхгаузен[6].

В 2004 году Владимир Наговицын обратился в суд, чтобы доказать свою принадлежность к известному роду. Он утверждал, что, согласно историческим документам, в 1738—1739 годах барон Мюнхгаузен находился в Петербурге, где повстречал княгиню Голицыну. После чего на свет появилась внебрачная дочь, которую, во избежание скандала, передали в семью казачьего атамана Наговицына. В декабре 2004 по решению суда города Прохладный (Кабардино-Балкарская Республика) он получил паспорт гражданина Российской Федерации с фамилией Нагова-Мюнхгаузен. Он опубликовал книгу «Приключения юного барона Мюнхгаузена».
4 апреля 1735 года 14-летний юноша поступил пажом на службу к владетельному герцогу Брауншвейг-Вольфенбюттельскому Фердинанду Альбрехту II, о чём свидетельствует собственноручная запись Мюнхгаузена в книге пажей замка Беверн (нем. Schloss Bevern).

### Служба в России
В феврале 1738 года Иероним фон Мюнхгаузен приехал в Россию в качестве пажа молодого герцога Антона Ульриха, сына Фердинанда Альбрехта II — жениха, а затем мужа принцессы Анны Леопольдовны. В 1738 году участвовал с герцогом в турецкой кампании в составе армии фельдмаршала Христофора Антоновича Миниха (и это единственный эпизод в жизни Мюнхгаузена, который мог иметь отношение к боевым действиям).
В 1739 году оставил придворную службу. В соответствии с протоколом Военной коллегии от 8 (19) декабря 1739 года Гиранимус Карл Фридрих фон Минихаузин (имя так записано в документе) был пожалован из пажей в корнеты на свободную вакансию в Брауншвейгский кирасирский полк (тяжёлая кавалерия), шефом которого был герцог. После свержения в 1740 году регента Российской империи Эрнста Иоганна Бирона и назначения Анны Леопольдовны правительницей, а герцога Антона Ульриха — генералиссимусом, получил чин поручика и командование лейб-компанией (первой, элитной ротой полка), комплектовавшейся из лучших офицеров и солдат. Рота располагалась в непосредственной близости от ставки главнокомандующего, в Риге, тогда как сам полк находился в Вендене (ныне Цесис, Латвийская Республика). На плечи юного командира легли заботы о почти сотне человек; ему приходилось следить за состоянием оружия и амуниции, выдавать солдатам разрешение на женитьбу, ловить дезертиров, заботиться о выпасе лошадей и так далее. Все документы составлялись на русском языке — его Мюнхгаузен знал достаточно хорошо, хотя писать так и не научился, а только ставил подпись.
Произошедший в 1741 году елизаветинский переворот, свергнувший брауншвейгскую фамилию, прервал обещавшую быть блестящей карьеру барона: несмотря на репутацию образцового офицера, Мюнхгаузен получил очередной чин (ротмистра) только в 1750 году, после многочисленных прошений. Императрица Елисаветъ Первая пожаловала Иеронимуса Мюнхгаузена (имя так записано в документе) в ротмистры указом от 20 февраля (3 марта)  1750 года.
26 января (6 февраля)  1744 года он командовал почётным караулом, встречавшим в Риге невесту цесаревича — принцессу Софию Августу Фредерику Ангальт-Цербстскую (будущую императрицу Екатерину II). 
2 (13) февраля 1744 года женился на рижской дворянке Якобине фон Дунтен. Венчание было в лютеранской кирхе в селе Пернигеле (ныне село Лиепупе (латыш. Liepupe (ciems)) Лиепупской волости Лимбажского края Латвийской Республики). Кирха сохранилась в руинированом состоянии. В 1777—1783 годах рядом построена новая кирха, освящена в 1784 году. В их бывшем имении в местечке Дунте в той же волости теперь действует музей Мюнхгаузена.
В военных действиях Иероним фон Мюнхгаузен за время службы в кирасирском полку участия не принимал.

### Возвращение в Германию
Получив чин ротмистра, Мюнхгаузен взял годовой отпуск «для исправления крайних и необходимых нужд» (конкретно — для раздела с братьями семейных владений) и в ноябре 1750 года уехал в Боденвердер, который достался ему при разделе (1752). Он дважды продлевал отпуск и, наконец, подал в Военную коллегию прошение об отставке с присвоением за беспорочную службу чина подполковника. Получив ответ, что прошение следует подать на месте, в Россию так и не поехал, в результате чего 6 (17) августа 1754 года был отчислен как самовольно оставивший службу.
Мюнхгаузен некоторое время не оставлял надежды добиться выгодной отставки (дававшей, кроме престижного чина, право на пенсию), чему свидетельством ходатайство в Военную коллегию его двоюродного брата — канцлера курфюршества Брауншвейг-Люнебург барона Герлаха Адольфа фон Мюнхгаузена (нем. Gerlach Adolph von Münchhausen). Однако и это прошение результатов не имело, и до конца жизни Мюнхгаузен подписывался как ротмистр русской службы. Это звание оказалось ему весьма полезным во время Семилетней войны, когда Боденвердер был занят французами: положение офицера союзной Франции армии избавило Мюнхгаузена от постоя и прочих тягот, сопряжённых с оккупацией.

### Жизнь в Боденвердере
С 1752 года и до самой смерти Мюнхгаузен жил в Боденвердере. В архиве города хранятся документы, рассказывающие о том, что барон захотел выстроить мостик шириной в пять локтей, по которому мог бы переходить через узкий рукав Везера от своего дома к своему же участку земли на другом берегу, а не делать большой крюк через городской мост. Бургомистр Шмидт запретил барону строить мостик, сославшись на то, что тогда придется охранять еще один вход в город. После начала самовольного строительства горожане собрались на площади и предводительствуемые каким-то портным, под колокольный звон  отправились к усадьбе барона. Они разломали строящийся мост и новый забор вокруг двора Мюнхаузена. Потом за неуплату налогов у него арестовывали свиней и требовали штрафы за потраву городского луга. Мост через реку он смог построить только тридцать лет спустя.
Общался в основном с соседями, которым рассказывал поразительные истории о своих охотничьих похождениях и приключениях в России.
Такие рассказы обычно проходили в охотничьем павильоне, построенном Мюнхгаузеном и увешанном головами диких зверей и известном как «павильон лжи».
 Другим излюбленным местом для рассказов Мюнхгаузена был трактир гостиницы «Король Пруссии» в соседнем Гёттингене. Один из слушателей Мюнхгаузена так описывал его рассказы:
Обычно он начинал рассказывать после ужина, закурив свою огромную пенковую трубку с коротким мундштуком и поставив перед собой дымящийся стакан пунша… Он жестикулировал всё выразительнее, крутил на голове свой маленький щегольской паричок, лицо его всё более оживлялось и краснело, и он, обычно очень правдивый человек, в эти минуты замечательно разыгрывал свои фантазии.
Рассказы барона (въезд в Санкт-Петербург на волке, запряжённом в сани; конь, разрезанный пополам в Очакове; конь на колокольне; взбесившиеся шубы, вишнёвое дерево, выросшее на голове у оленя) широко расходились по окрестностям и даже проникли в печать.
Впервые три сюжета Мюнхгаузена фигурируют в книге «Der Sonderling» графа Рохуса Фридриха Линара (нем. Rochus Friedrich zu Lynar (Diplomat)) (1761). В 1781 году собрание забавных историй (16 сюжетов, включая сюжеты из книги Линара, а также некоторые «бродячие» сюжеты) было опубликовано в берлинском альманахе «Vademecum für lustige Leute» («Путеводитель для весёлых людей») с указанием, что они принадлежат известному своим остроумием г-ну М-г-з-ну, живущему в Г-ре (Herr von M–h–s–n im H–schen; Мюнхгаузену, живущему в Ганновере). В 1783 году в том же альманахе вышли ещё две истории. В 1785 году была опубликована книга Рудольфа Эриха Распе. В 1786 году Готфрид Август Бюргер перевёл её на немецкий язык. Бытует утверждение, что книга привела барона в ярость — он счёл своё имя обесчещенным и собирался подать на Бюргера в суд. Утверждение весьма спорное, хотя бы потому, что авторы книг на протяжении многих лет были неизвестны: ни Распе, ни Бюргер не подписали свои книги. Книга быстро стала популярной в Европе. В Боденвердер стали стекаться зеваки, чтобы поглядеть на «барона-лжеца». Иногда Мюнхгаузену приходилось ставить вокруг дома слуг, чтобы отгонять любопытных.

### Последние годы
Последние годы Мюнхгаузена были омрачены семейными неурядицами. В 1790 году умерла его жена баронесса Якобина фон Мюнхгаузен. Спустя четыре года Мюнхгаузен женился на 17-летней Бернардине фон Брун, которая вела крайне расточительный и легкомысленный образ жизни и вскоре родила дочь, которую 75-летний Мюнхгаузен не признал, считая её отцом писаря Хюдена. Мюнхгаузен затеял скандальный и дорогостоящий бракоразводный процесс, в результате которого он разорился, а его жена сбежала за границу. Это подорвало силы Мюнхгаузена, и 22 февраля 1797 года он умер в бедности от апоплексического удара. Перед смертью он отпустил последнюю в своей жизни характерную шутку: на вопрос ухаживавшей за ним единственной служанки, как он лишился двух пальцев на ноге (отмороженных в России), Мюнхгаузен ответил: «Их откусил на охоте белый медведь».
Похоронен в фамильном склепе под полом монастырской церкви Святой Марии (нем. Klosterkirche Kemnade) деревни Кемнаде (нем. Kemnade (Bodenwerder)), ныне район города Боденвердера земли Нижняя Саксония Федеративной Республики Германия. Его долги выплатило только второе поколение наследников.

## Мюнхгаузен — литературный персонаж
В 1781 году на страницах журнала «Vademecum für lustige Leute» («Путеводитель для весёлых людей»), издаваемого в Берлине, впервые было напечатано 16 коротких рассказов. Фамилия рассказчика была скрыта аббревиатурой «фон М-х-з-н» (Herr von M–h–s–n). Так было положено начало формированию художественного образа легендарного барона Мюнхгаузена. В 1785 году Рудольф Эрих Распе анонимно издал в Лондоне на английском языке «Рассказы барона Мюнхгаузена о его изумительных путешествиях и кампаниях в России», составленные на основе историй «Путеводителя», с добавлением множества других.
В 1786 году появился немецкий перевод книги Р. Э. Распе, выполненный Готфридом Августом Бюргером — «Удивительные путешествия на суше и на море, военные походы и весёлые приключения барона Мюнхгаузена, о которых он обычно рассказывает за бутылкой в кругу своих друзей». Бюргер подверг первоисточник значительной переработке, фактически создав новое произведение. Он разделил книгу на две части — «Приключения Мюнхгаузена в России» и «Морские приключения Мюнхгаузена» и добавил много новых приключений, такие как полёт барона на ядре, охота на уток с куском сала, вытягивание самого себя из болота за волосы и ряд других. Также Бюргер добавил в уже имеющиеся истории новые высказывания и предложения, усиливающие или развивающие мысли, заложенные в них. Образ Мюнхгаузена подвергся изменениям; из простого хвастуна и враля, каким он был у Распе, он стал более глубоким персонажем, «человеком, использующим фантастику для преобразования серой обывательской действительности в необыкновенный мир». Версию Бюргера принято считать хрестоматийной. Книга имела громадный успех в Европе; именно она завершила оформление образа Мюнхгаузена как литературного персонажа.
В книге не было ни одного приключения барона, связанного с Германией, и вскоре появляются дополнения: книга «Дополнение к приключениям Мюнхгаузена» Генриха Теодора Людвига Шнорра (1794—1800), в которой многие приключения барона происходят уже в Германии, и сочинение Карла Лебрехта Иммермана «Мюнхгаузен. История в арабесках» (1839), где в качестве рассказчика выступает внук (потомок) барона.
Первый перевод (точнее, вольный пересказ) книги о Мюнхгаузене на русский язык принадлежит перу Николая Петровича Осипова. Он был издан в 1791 году под заглавием «Не любо — не слушай, а лгать не мешай». 
Образ Мюнхгаузена использовался в политической сатире, например в 1813 году на карикатуре Ивана Ивановича Теребенёва «Наполеон и Мюнхгаузен» показано, что Бюллетени Великой армии превзошли по лживости рассказы Мюнхгаузена. Портрет Мюнхгаузена, созданный в 1862 году Гюставом Доре, является карикатурой на Наполеона III.
Большую известность в России литературный персонаж барон Мюнхгаузен получил благодаря Корнею Ивановичу Чуковскому, который адаптировал книгу Распе и Бюргера для детей. В пересказе Чуковского фамилия барона упрощена до «Мюнхаузен», поскольку Чуковский выбрал не транслитерацию, а фонетическую транскрипцию фамилии главного героя. Полный перевод на русский язык книги Распе и Бюргера был выполнен Верой Семёновной Вальдман в 1956 году и впоследствии отредактирован Аркадием Николаевичем Макаровым.
К интерпретации образа барона Мюнхгаузена обращалось множество зарубежных и российских авторов, как в прошлом, так и настоящем, дополняя сформировавшийся образ (персонаж) новыми чертами и приключениями. Например, в повести Сигизмунда Доминиковича Кржижановского «Возвращение Мюнхгаузена» (1927—1928) обыгрывается путешествие барона в Советский Союз 1920-х годов как «философа-фантаста и мечтателя, фехтовавшего против истины». В повести Бориса Александровича Садовского «Приключения Карла Вебера», пародирующей направление неоромантической повести серебряного века (в частности, многочисленные анахронизмы), Мюнхгаузен, встреченный главным героем, изображён пожилым человеком уже в петровскую эпоху.
Значительное развитие образ барона Мюнхгаузена получил в советском кинематографе. В фильме «Тот самый Мюнхгаузен» (экранизации пьесы «Самый правдивый») драматург Григорий Израилевич Горин придал барону яркие романтические черты характера, исказив при этом некоторые факты личной жизни Карла Фридриха Иеронима фон Мюнхгаузена. В мультфильме «Приключения Мюнхаузена» барон наделён классическими чертами.
В 2005 году в России опубликована книга Владимира Нагово-Мюнхгаузена «Приключения детства и юности барона Мюнхаузена» («Münchhausens Jugend- und Kindheitsabenteuer»), которая стала первой книгой о детских и юношеских приключениях барона Мюнхгаузена, от рождения барона до его отъезда в Россию. Благодаря этой книге в литературе появился новый образ и персонаж — «юный барон Мюнхгаузен»; фактически была написана «недостающая» первая часть произведения Распе.
В 2019 году в итальянском издательстве Lavieri вышла книга «Viaggi terrestri, marini e lunari del barone di Münchhausen» поэта Джанлуки Капоразо и художника Серджо Оливотти. В ней известные приключения (с некоторыми дополнениями) изложены в виде шуточной поэмы в 14 главах с оригинальными иллюстрациями. В 2022 году эта поэма вышла в московском издательстве «Городец» в переводе Михаила Яковлевича Визеля под названием «Земные, морские и лунные приключения барона Мюнхаузена».

## Внешний вид реального и литературного Мюнхгаузена
Единственный портрет Мюнхгаузена работы Г. Брукнера (1752), изображающий его в форме кирасира, был уничтожен во время Второй мировой войны. Фотографии этого портрета и его описания дают представление о Мюнхгаузене как о человеке сильного и пропорционального телосложения, что всегда было необходимым требованием для службы в кирасирах — самом требовательном к физическим кондициям человека роде тяжёлой кавалерии, с гладко выбритым — по моде того времени — круглым правильным лицом. Физическая сила являлась наследственным качеством в роду. Племянник Мюнхгаузена, Филипп, мог засунуть три пальца в дула трёх ружей и поднять их. Мать Екатерины II особо отмечает в своём дневнике «красоту» командира почётного караула.
Визуальный образ Мюнхгаузена как литературного героя представляет собой сухонького старичка или человека худощавого, довольно обычного телосложения, с лихо закрученными усами и эспаньолкой. Этот образ прочно укрепился благодаря хрестоматийным иллюстрациям Гюстава Доре (1862). Усатым барона-кавалериста изображали и ранее, в том числе на иллюстрациях Джорджа Крукшенка, опиравшегося, очевидно, на моду носить усы среди немецких кавалеристов в годы Революционных и Наполеоновских войн.

В подобной манере, с аккуратными усиками, барон изображён на иллюстрациях немецкого художника Теодора Хоземанна к немецкому изданию 1840 года. Любопытно, что, награждая своего героя бородкой, Доре (вообще очень точный в исторических деталях, даже в серии подчёркнуто гротескных юмористических иллюстраций к роману Бюргера) допустил очевидный анахронизм, так как в XVIII веке бородок не носили. Однако именно во времена Доре бородки были вновь введены в моду Наполеоном III. Это даёт повод предположить, что знаменитый «бюст» Мюнхгаузена, с девизом «Mendace veritas» (лат. «Истина во лжи») и изображением на «гербе» трёх уток (ср. три пчелы на гербе Бонапартов), имел понятный современникам политический подтекст карикатуры на императора (см. портрет Наполеона III). 

## Экранизации
| Название | Страна                        | Год             | Характеристика |
| --- | ----------------------------- | --------------- | --- |
| «Галлюцинации барона Мюнхгаузена» (фр. «Les Aventures de baron de Munchhausen»)                                                 | Франция                       | 1911            | Короткометражка Жоржа Мельеса.                                                                                            |
| «Похождения Мюнхгаузена» | СССР                          | 1929            | Рисованный мультфильм. Режиссёр Даниил Черкес.                                                                            |
| «Познакомьтесь с бароном» (англ. «Meet the Baron»)                                                                              | США                           | 1933            | Режиссёр Уолтер Лэнг, в роли барона — Джек Перл.                                                                          |
| «Лгунишка» | СССР                          | 1938            | Рисованный мультфильм. Режиссёр Иван Иванов-Вано.                                                                         |
| «Барон Хвастун» (чеш. «Baron Prášil»)                                                                                           | Протекторат Богемии и Моравии | 1940            | Режиссёр Мартин Фрич, в роли барона — Власта Буриан.                                                                      |
| «Мюнхгаузен» (нем. «Münchhausen»)                                                                                               | Германский рейх               | 1943            | Режиссёр Йозеф фон Баки, в главной роли Ханс Альберс. Звуковой. Цветной.                                                  |
| «Приключения барона Мюнхгаузена — зимнее путешествие» (нем. «Abenteuer des Freiherrn von Münchhausen – Eine Winterreise»)       | Германский рейх               | 1944            | Мультипликационный фильм.                                                                                                 |
| «Мюнхгаузен в Африке» (нем. «Münchhausen in Afrika»)                                                                            | ФРГ                           | 1958            | Режиссёр Вернер Якобс, в роли Петера фон Мюнхгаузена, потомка барона Петер Александер.                                    |
| «Барон Мюнхгаузен» (чеш. Baron Prášil)                                                                                          | Чехословакия                  | 1962            | Фильм с мультипликацией, в главной роли Милош Копецкий.                                                                   |
| «Приключения барона Мюнхаузена»                                                                                                 | СССР                          | 1967            | Кукольный мультфильм. |
| «Новые приключения барона Мюнхаузена»                                                                                           | СССР                          | 1972            | Короткометражный фильм для детей о приключениях барона в XX веке. Режиссёр А. Курочкин, в главной роли Юрий Саранцев.     |
| «Приключения Мюнхаузена» | СССР / · Россия               | 1973—1974, 1995 | Мультипликационный сериал.                                                                                                |
| «Тот самый Мюнхгаузен» | СССР                          | 1979            | Фантазия по мотивам Распе. Режиссёр Марк Захаров по сценарию Григория Горина. В главной роли Олег Янковский               |
| «Волшебный дракон Пафф» (англ. «Puff the Magic Dragon in the Land of the Living Lies»)                                          | США                           | 1979            | Мультипликационный фильм.                                                                                                 |
| «Фантастические приключения легендарного барона Мюнхгаузена» (фр. «Les Fabuleuses aventures du legendaire Baron de Munchausen») | Франция                       | 1979            | Мультфильм. |
| «Тайна жителей Луны» (фр. «Le Secret des Sélénites»                                                                             | Франция                       | 1982            | Полнометражный мультфильм.                                                                                                |
| «Приключения барона Мюнхгаузена» (англ. «The Adventures of Baron Munchausen»)                                                   | Великобритания                | 1988            | Режиссёр Терри Гиллиам, в главной роли Джон Невилл.                                                                       |
| «Старые песни о главном 3» | Россия                        | 1997            | Новогодний музыкальный фильм. Эпизод (01:13 — 01:18). В роли Мюнхгаузена — Владимир Пресняков.                            |
| «Мюнхгаузен в России» | Республика Беларусь           | 2006            | Короткометражный мультфильм. Режиссёр — Владимир Петкевич.                                                                |
| «Новые, никому не известные, приключения барона Мюнхгаузена»                                                                    | Россия                        | 2007            | Мультсериал. Режиссёр — Сергей Антонов.                                                                                   |
| «Барон Мюнхгаузен» (нем. Baron Münchhausen)                                                                                     | Германия                      | 2012            | 2-серийный, в главной роли Ян Йозеф Лиферс.                                                                               |
| «Мюнхгаузен. Правдивая история великого лгуна» (нем. Münchhausen – Die Geschichte einer Lüge)                                   | Германия                      | 2013            | Режиссёр Кай Кристиансен, в роли барона Бен Беккер. В фильме участвовал барон Маттиас фон Мюнхгаузен, родственник барона. |

## Спектакли (музыкальные и драматические)
2010 «Приключения Мюнхгаузена на Украине», мюзикл Алексея Коломийцева в постановке Одесского Академического музыкально-драматического театра.
3 декабря 2010 года был презентован первый украинский танцевальный мюзикл с использованием 3D-технологий «Барон Мюнхгаузен». Его режиссёром-постановщиком выступил известный украинский хореограф, креативный продюсер проектов телеканала СТБ «Танцуют все!» и «Україна має талант» Константин Иванович Томильченко. В мюзикле задействованы 35 танцоров, лучшие участники трёх сезонов танцевального шоу «Танцуют все!».
5 декабря 2015 года состоялась премьера спектакля «Мюнхгаузен» на сцене «Театра на Спасской» (г. Киров). Режиссёр — Степан Васильевич Пектеев. Сценография — Катерины Андреевой. Композитор — Роман Цепелев. В центре внимания команды, работающей над спектаклем, — фигура самого барона. Его талант рассказывать истории — сродни таланту артиста. Таким образом, спектакль — это не иллюстрация и не пересказ историй о похождениях барона Мюнхгаузена, а размышления его создателей о театре и профессии артиста.
18 декабря 2019 в Астраханском театре оперы и балета состоялась премьера мюзикла для детей Дмитрия Анатольевича Батина. Автор либретто и режиссёр Екатерина Евгеньевна Саблина.
В 2023 году спектакль «Мюнхгаузен» по пьесе Григория Израилевича Горина поставлен в Театре И-ОН (г. Москва). Режиссёр — Антон Юрьевич Митнёв.

## Память
Астероид главного пояса (14014) Мюнхгаузен (нем. (14014) Münchhausen) входит в семейство Эос. Открыт 14 января 1994 года Фраймутом Бёрнгеном в Тюрингской обсерватории в Таутенбурге, Федеративная Республика Германия. Первоначально обозначался 1994 AL16 (при изучении совпал с астероидом 1989 EF5). 26 июля 2000 года астероиду присвоено имя барона Мюнхгаузена.

### Музеи
- Федеративная Республика Германия, земля Нижняя Саксония, город Боденвердер. Музей Мюнхгаузена (нем. Schulenburg (Bodenwerder)) существует с 2003 года на его родине. Расположен в жилой башне, построенной ок. 1300 года и принадлежавшей Мюнхгаузенам. В 1772 году барон Карл Фридрих Иероним фон Мюнхгаузен расширил здание. В 1871 году наследники барона продали здание под кожевенный завод. В 1999—2003 годах проведена реконструкция под музей. Многие экспонаты в нём шуточные, например, чучело пойманного бароном восьминогого зайца, но есть и подлинные. В частности, там хранится выданный барону указ императрицы Елизаветы Петровны о производстве его в чин ротмистра — 51°58′35″ с. ш. 9°30′50″ в. д.HGЯO
  - В 1937—2002 годах в ратуше города Боденвердер[нем.] была мемориальная комната, посвященная барону. В этом доме он родился, жил и умер.
- Латвийская Республика, Лимбажский край, деревня Дунте. Музей Мюнхгаузена действует с начала 1990-х годов[32]. Первоначально был открыт в помещениях Дунтеской корчмы, но в марте 2001 года она сгорела. Осенью 2003 года территорию мызы фон Дунтен (имение родителей жены барона) арендовали предприниматели Иварс Страутыньш и Атис Сауснитис и отреставрировали. 32 мая (1 июня) 2005 года обновленный музей был открыт — 57°24′17″ с. ш. 24°25′30″ в. д.HGЯO
- Российская Федерация, город Москва, ул. Народного Ополчения, 12, корп. 6; основатель музея писатель Сергей Львович Макеев — 55°46′18″ с. ш. 37°28′52″ в. д.HGЯO[33]
- Российская Федерация, Ставропольский край, город Ессентуки, ул. Новопятигорская, 7 корп. 2. Музей основан в 2003 году, основатель музея Владимир Нагова-Мюнхгаузен  — 44°03′07″ с. ш. 42°53′04″ в. д.HGЯO[34]

### Памятники
- Федеративная Республика Германия
  - Земля Нижняя Саксония, город Боденвердер: установлено несколько памятников:
    - Памятник-фонтан, эпизод из рассказа барона, в котором он после боя пытался напоить половину лошади — 51°58′33″ с. ш. 9°30′50″ в. д.HGЯO
    - Задняя часть лошади из этого рассказа установлена на набережной реки Везер — 51°58′39″ с. ш. 9°31′04″ в. д.HGЯO
    - 20 февраля 2008 года фонд «Диалог культур — единый мир» установил в городе Боденвердер (Германия) скульптурную композицию «Барон Мюнхгаузен» скульптора Андрея Юрьевича Орлова, посвящённую эпизоду, в котором барон вытягивает себя за волосы из болота вместе с лошадью[35], аналогичную той, что была установлена 28 августа 2004 года в Москве.
    - Памятник-фонтан: барон на ядре вылетает из пушки, барона поднимает стая уток и лошадь, привязанная к кресту церкви — 51°58′41″ с. ш. 9°30′58″ в. д.HGЯO

  - Вольный и ганзейский город Гамбург, район Харбург. Барона поднимает стая уток. Скульптура установлена в 1977 году, автор Гизела Энгелин-Хоммс (нем. Gisela Engelin-Hommes); ул. Рерштиге, 44 — 53°28′40″ с. ш. 9°52′32″ в. д.HGЯO
  - Земля Бранденбург, город Потсдам, Фильмпарк Бабельсберг (нем. Filmpark Babelsberg). Барон на пушечном ядре — 52°23′08″ с. ш. 13°07′00″ в. д.HGЯO
  - Земля Саксония, город Лимбах-Оберфрона. Барон на пушечном ядре.
  - Земля Саксония-Анхальт, район Мансфельд-Зюдгарц, деревня Мольмерсвенде, около музея Готфрида Августа Бюргера. Барон на пушечном ядре — 51°37′31″ с. ш. 11°15′37″ в. д.HGЯO
- Республика Беларусь
  - Город Минск. Бронзовая скульптура установлена в декабре 2010 года Барон с лицом Олега Ивановича Янковского сидит на стопке книг. Скульптор Владимир Иванович Жбанов; Революционная улица, 10 — 53°54′12″ с. ш. 27°33′09″ в. д.HGЯO[36]
  - Витебская область, город Глубокое. 20 мая 2014 года установили памятник Мюнхгаузену около католического кладбища Коптевка. Причиной установки этого памятника явилось массовое туристическое «паломничество» к находящейся на этом кладбище могиле Фердинанда и Вильгельмины фон Мюнхаузен (умерли 31 марта 1878 года), которых некоторые считают потомками барона. Мюнхгаузен сидит на ядре, вылетающем из пушки. Изготовитель — предприятие «В ажуре» (руководитель Юрий Марьянович Татаринович). Высота памятника 3,5 метра (самый большой памятник барону Мюнхгаузену) — 55°08′24″ с. ш. 27°42′15″ в. д.HGЯO[37][38].
- Латвийская Республика
  - Лимбажский край, деревня Дунте, Парк музея барона Мюнхгаузена (заболоченные Видземские леса). Через парк к Балтийскому морю проходит тропа из осиновых досок общей длиной 5,3 км. Вдоль тропы установлено несколько деревянных скульптур — 57°24′25″ с. ш. 24°24′32″ в. д.HGЯO
    - Барон вытягивает себя за волосы из болота вместе с лошадью
    - Пушка с ядрами
- Королевство Нидерландов
  - Северная Голландия, город Энкхёйзен, парк Sprookjeswonderland (нидерл. Sprookjeswonderland). Барон на пушечном ядре — 52°42′40″ с. ш. 5°17′24″ в. д.HGЯO
- Приднестровская Молдавская Республика
  - Город Бендеры. 9 октября 2010 года установлен бюст фон Мюнхаузена в память его участия в штурме Бендерской крепости и полёте на ядре. Ядро (памятник) лежит примерно в 10 метрах от памятника Мюнхгаузену — 46°50′19″ с. ш. 29°29′16″ в. д.HGЯO
- Российская Федерация
  - Город Москва. 28 августа 2004 года возле станции метро «Молодёжная» фонд «Диалог культур — единый мир» установил скульптурную композицию скульптора Андрея Юрьевича Орлова, посвящённую эпизоду, в котором барон вытягивает себя за волосы из болота вместе с лошадью. Ярцевская улица, 25 — 55°44′28″ с. ш. 37°24′58″ в. д.HGЯO[39].
  - Город Санкт-Петербург. Барон вытягивает себя за волосы из болота вместе с лошадью. Сукльптура установлена в 2014 году во дворе Пушкинская улица, 1 / Невский проспект, 77. Первоначально на трансформаторной подстанции, спиной к которой установлен памятник было нарисовано болото. Ныне — вид на Петропавловскую крепость Санкт-Петербурга — 59°55′52″ с. ш. 30°21′25″ в. д.HGЯO
  - Иркутская область, город Братск. Барон на ядре вылетает из пушки. В июле 2017 года скульптура «Тот самый Мюнхгаузен» признана победителем фестиваля бетонных скульптур в Братске. Автор — Иван Николаевич Зуев. Парк Металлургов — 56°09′28″ с. ш. 101°36′15″ в. д.HGЯO[40]
  - Калининградская область
    - Город Калининград: установлено несколько памятников:
      - 18 июня 2005 года в Центральном парке а установлен памятник барону, который представляет собой плоский железный прямоугольник, внутри которого барон сидит на ядре. Памятник подарила администрация города Боденвердер в надежде организовать международный туристический маршрут «Боденвердер — Калининград» — 54°43′07″ с. ш. 20°28′35″ в. д.HGЯO
      - В августе 2011 года кованый сапог барона Мюнхгаузена и его шпага украсили набережную этнографического комплекса «Рыбная деревня» в Калининграде. Автором памятника стал скульптор Максим Гриневский, родом он из Калининграда. В ноябре 2014 года памятник перенесён на территорию цитадели Фридрихсбург (Фридрихсбургские ворота) — 54°42′16″ с. ш. 20°29′36″ в. д.HGЯO

    - Город Гурьевск. 9 сентября 2016 года установлен памятник при входе в Гурьевский городской парк с ул. Ленина. Барон изображён верхом на ядре. Работа калининградского скульптора Андрея Шевелёва — 54°46′24″ с. ш. 20°36′45″ в. д.HGЯO

  - Краснодарский край, город Сочи. Эпизод из рассказа барона, в котором он после боя пытался напоить половину лошади, скульптор Акоп Альбертович Халафян создал из металлических конструкций. Установлен в сентябре 2015 года; ул. Московская, 19 — 43°35′38″ с. ш. 39°43′23″ в. д.HGЯO
  - Саратовская область, город Саратов. 28 мая 2016 года открыт памятник Олегу Ивановичу Янковскому в роли Мюнхгаузена; сквер им. О.И. Янковского — 51°32′02″ с. ш. 46°00′10″ в. д.HGЯO
  - Ставропольский край, город Ессентуки. В 2003 году на территории предприятия «Крона» (питомника, занимающегося разведением садовых растений) установлена скульптура летящего на ядре барона; ул. Белоугольная, 6а — 44°00′53″ с. ш. 42°49′30″ в. д.HGЯO
  - Ямало-Ненецкий автономный округ, город Ноябрьск. В 2012 году открыта скульптура сидящего на пушечном ядре барона с подзорной трубой в одной руке и длинной шпагой во второй. На ядре надпись: «Невозможное сегодня станет возможным завтра»; проспект Мира, 70 — 63°12′00″ с. ш. 75°26′24″ в. д.HGЯO
- Словацкая Республика
  - Город Братислава. Бронзовый метровый Мюнхгаузен летит из окна на ядре. Торговая улица, 31 — 48°08′52″ с. ш. 17°06′39″ в. д.HGЯO[41].
- Украина
  - Одесская область, посёлок Черноморское. Памятник-фонтан, эпизод из рассказа барона, в котором он после боя пытался напоить половину лошади — 46°35′07″ с. ш. 30°56′55″ в. д.HGЯO
  - Полтавская область, город Кременчуг. Мюнхгаузен изображён с пушечным ядром в руке. Первомайская улица, 1в — 49°03′34″ с. ш. 33°24′07″ в. д.HGЯO
  - Хмельницкая область, город Хмельницкий. В 1970 году установлен памятник-фонтан барону Мюнхгаузену. Авторы скульптуры (Михаил Емельянович Андрейчук и Григорий Мамона, скульптор Валентина Ляшко) запечатлели эпизод из рассказа барона, в котором Мюнхгаузен вынужден был скакать на половине лошади. Каменецкая улица, 48 — 49°25′34″ с. ш. 26°58′42″ в. д.HGЯO[42].

### Монеты
- 2005 год. 1 латвийский лат, серебро. Банк Латвии. Тираж: 5000 экземпляров. Художник Арвид Предите, изготовление матрицы Янис Струпулис. Монета получила главный приз на выставке монет «Vicenza Numismatika» в Италии, как лучшая монета 2005 года.[43][44].
- 2005 год. Сувенирная монета «Мюнхгаузен». Аверс: портрет барона Мюнхаузена. Реверс: Текст: «Дунте. 2005 год» (Латышский язык. Готика. Алюминий). Тираж: ? экземпляров.[45] В описании № 10 — упоминание окрестностей Дунте.

### Филателия
- Почтовая марка ФРГ (250 лет со дня рождения барона Мюнхгаузена), 11 мая 1970 года, тираж 30 млн. экз., 20 пфеннигов[46]
- Почтовая марка Чехословакии (история артиллерии), 31 августа 1970 года, тираж 6 млн. 580 тыс. экз., 30 геллеров[47]
- Почтовая марка Латвии (приключения барона Мюнхгаузена), 1 апреля 2005 года, тираж 300 тыс. экз., 30 сантимов[48]
- Почтовая марка Германии (300 лет со дня рождения барона Мюнхгаузена), 7 мая 2020 года, 80 евроцентов[49]

### Прочее
- Речной пассажирский корабль «Freiherr von Münchhausen II», построен в 1953 году, порт приписки Эберсвальде, ГДР (Германия)[50].
- Барон на пушечном ядре был знаком отличия (нем. Verbandsabzeichen der Luftwaffe) 400-й истребительной эскадры люфтваффе (Jagdgeschwader 400).
- Премия Мюнхгаузена (нем. Münchhausen-Preis) — награда за особые таланты в искусстве речи или презентации, в литературе или изобразительном искусстве, в области фантазии и сатиры. Учрежднна в 1997 году, вручают ежегодно в мае в городе Боденвердер.

- Музей Мюнхгаузена[нем.] в Боденвердере (Германия)
- Музей Мюнхгаузена в Дунте (Латвия)
- Памятник-фонтан в Боденвердере (Германия)
- Памятник в Боденвердере (Германия)
- Памятник в Боденвердере (Германия)
- Деталь памятника-фонтана в Боденвердере (Германия)
- Деталь памятника-фонтана в Боденвердере (Германия)
- Скульптура в Гамбурге (Германия)
- Скульптура в Потсдаме (Германия)
- Скульптура в Лимбах-Оберфроне (Германия)
- Скульптура в Мольмерсвенде (Германия)
- Скульптура в Энкхёйзене (Нидерланды)
- Бюст в Бендерской крепости (Приднестровье)
- Памятник на станции метро «Молодёжная» в Москве
- Скульптура в Ессентуках
- Памятник в центральном парке Калининграда
- Памятник Олегу Янковскому в роли Мюнхгаузена, Саратов
- Скульптура в Братиславе (Словакия)
- Памятник-фонтан в г. Хмельницкий (Украина)
- Памятник-фонтан в п. Черноморское (Украина)
- Корабль «Freiherr von Münchhausen II»
- Монета 1 лат, 2005 год, аверс
- Монета 1 лат, 2005 год, реверс
- Почтовая марка ФРГ, 1970 год
- Мурал в Дортмунде (Германия). Фото 2015 года.
- Знак отличия 400-й истребительной эскадры люфтваффе